# Sibrik Miklós

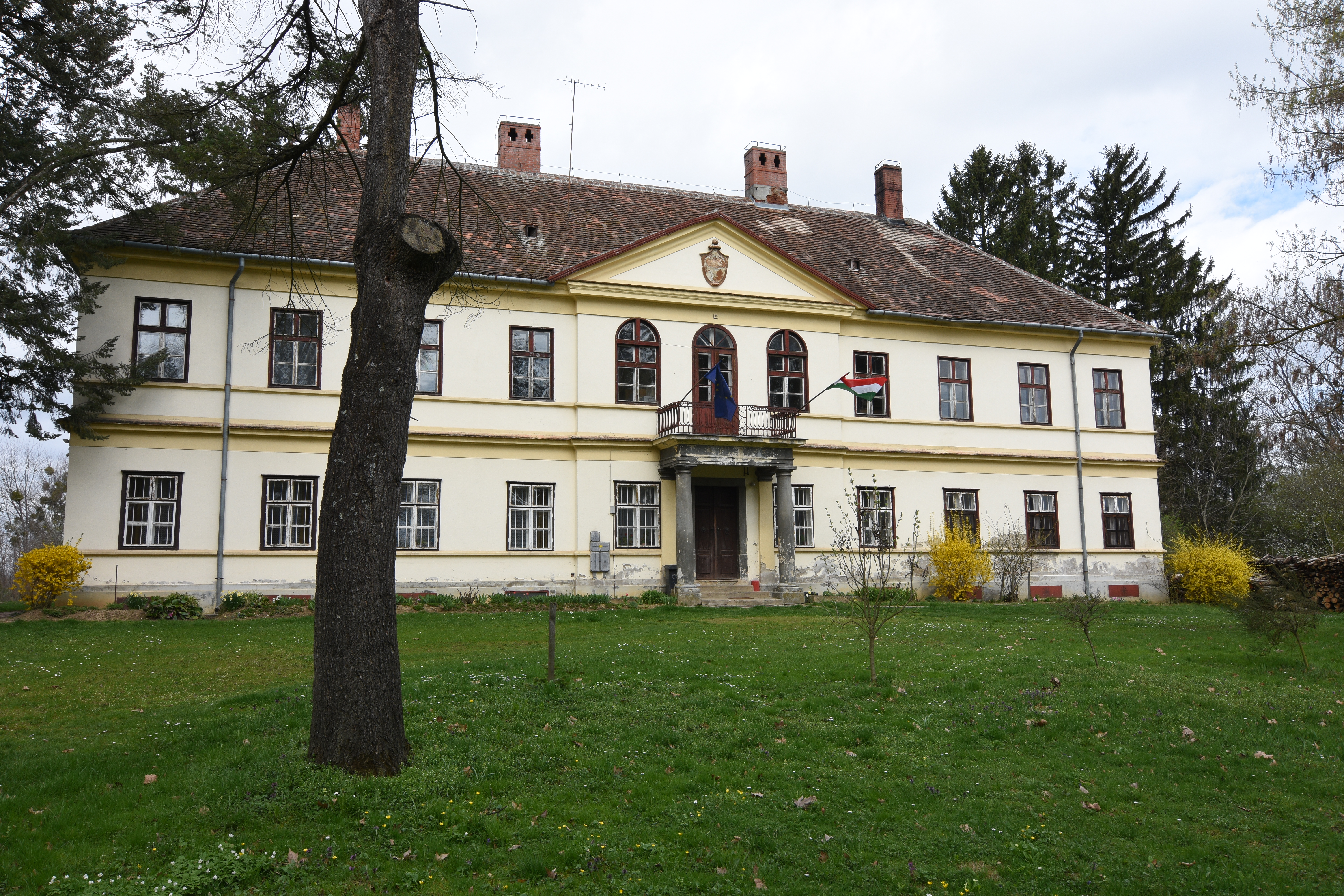
A Sibrik család szarvaskendi kúriája, Miklós valószínű szülőháza

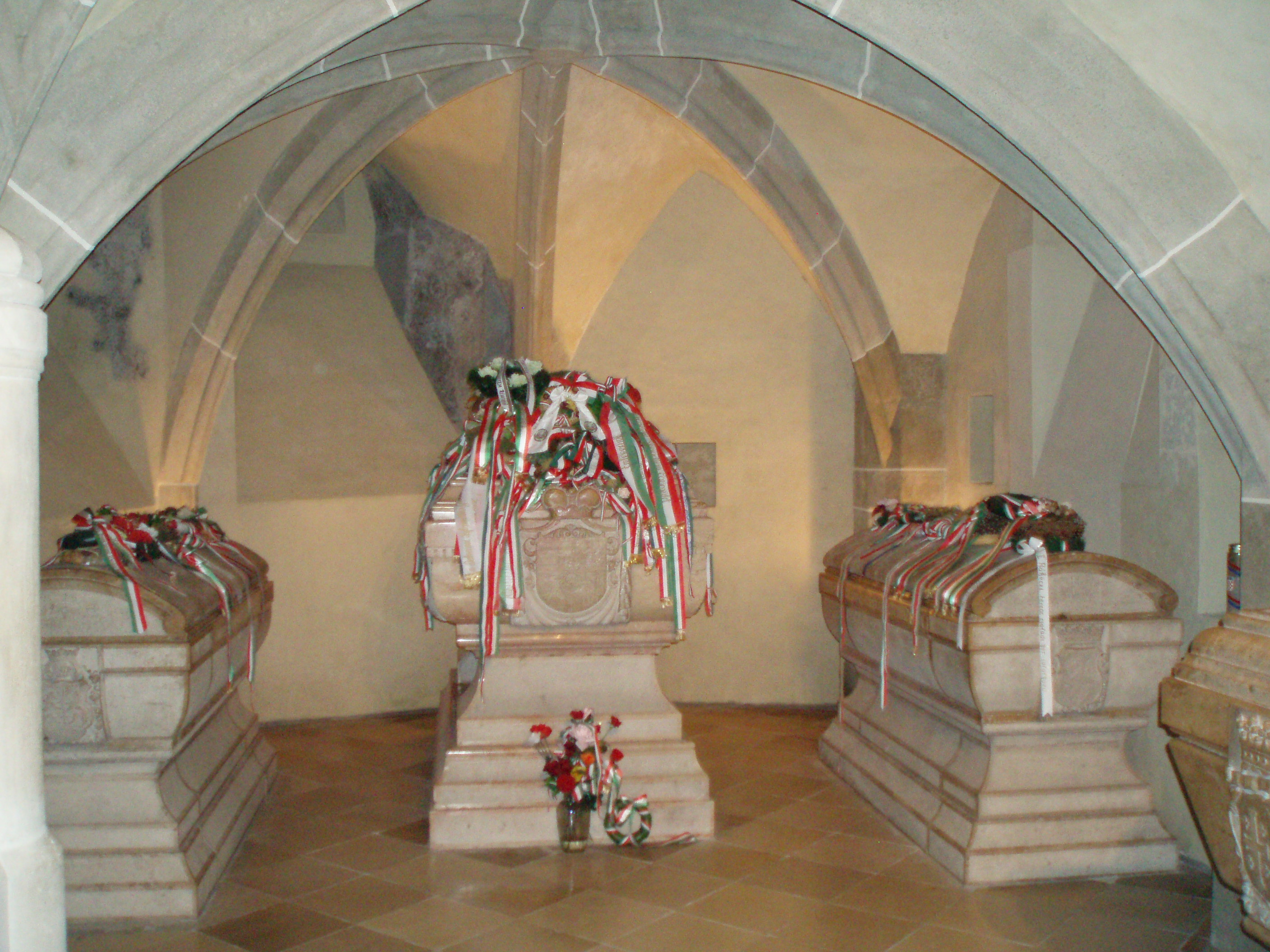
Szarkofágja (balról)

Szarvaskendi Sibrik Miklós (Szarvaskend, 1673 k. – Rodostó, 1735. október 7.) a dunántúli birtokos nemes Sibrik család tagja, kuruc ezereskapitány, II. Rákóczi Ferenc fejedelemnek előbb főasztalnoka, majd 1708-tól viceudvarmestere. 1711 után urát a bujdosásba is elkísérte.

## Élete
1703-ban kompániás kapitányként harcolt a spanyol örökösödési háborúban. 1704 elején tért haza, s mindjárt csatlakozott a kurucokhoz, ahol ezereskapitány lett, ám ezredet toboroznia nem sikerült. 1707-től Rákóczi fejedelem udvarában főasztalnok, viceudvarmester, majd 1713-ben főudvarmester lett.
Nagyszerű diplomáciai érzéke fontos tanácsadói szerephez juttatta Rákóczi udvarában, majd az emigrációban is, Lengyelországban, Angliában, Francia- és Törökországban. Annak haláláig hűségesen szolgálta bujdosó fejedelmét, pedig csak egy hűségnyilatkozatot kellett volna tennie 1715-ig a Habsburg-háznak, amivel nemcsak büntetlenséget nyert volna, de magyarországi birtokait is visszakapta volna. Bensőséges kapcsolata volt Rákóczival, ő és Mikes Kelemen volt a két biztos pont uruk számára az emigrációban. Ezt a hűséget jutalmazta Rákóczi, amikor megfogyatkozott javaiból számukra mégis busásan végrendelkezett. Sibrik Miklóst halála után fejedelme mellé temették, majd az ő hamvaival együtt hazahozták, és Kassán, a Szent Erzsébet-dómban lévő közös kriptában helyezték örök nyugalomra, 1906. október 29-én.

## Emlékezete

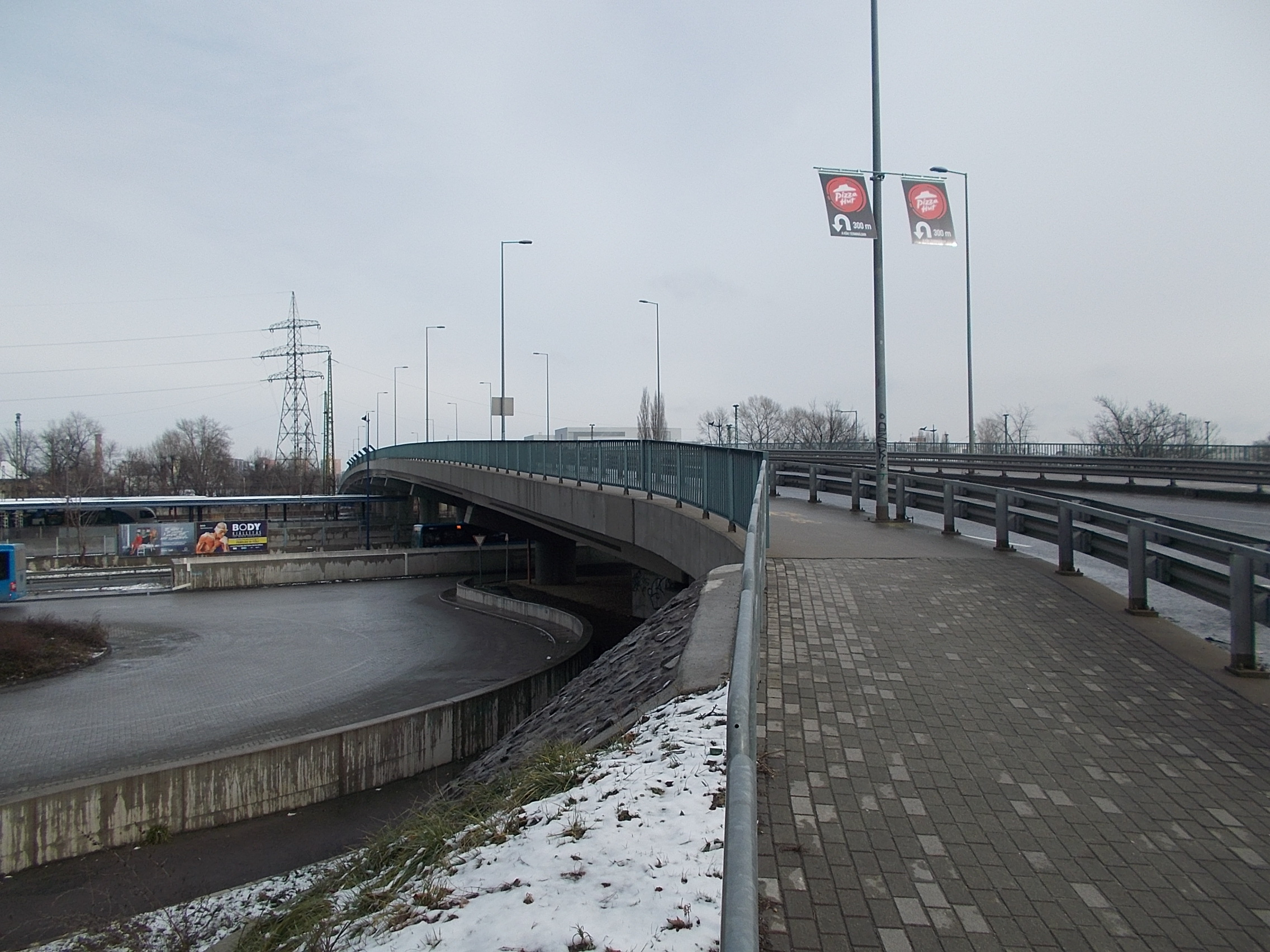
A Sibrik Miklós úti felüljáró, Budapest

Budapest X. kerületében (Kőbányán) út, Miskolcon utca viseli a nevét.
Sibrik Miklóst több történelmi műben is említik; pl. Szekfű Gyula: A száműzött Rákóczi c. művében nyolc alkalommal, a Rákóczi tükör I–II. kötetében hat alkalommal.